# Adam Siepen

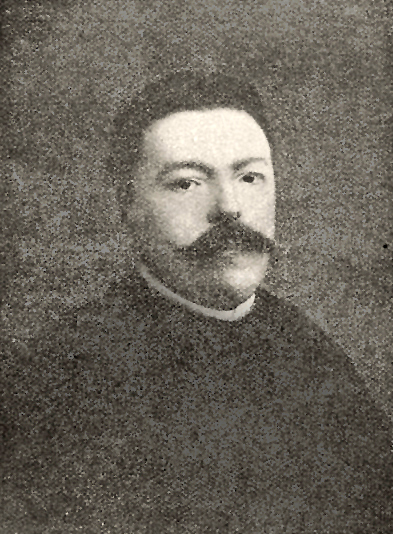
Adam Siepen

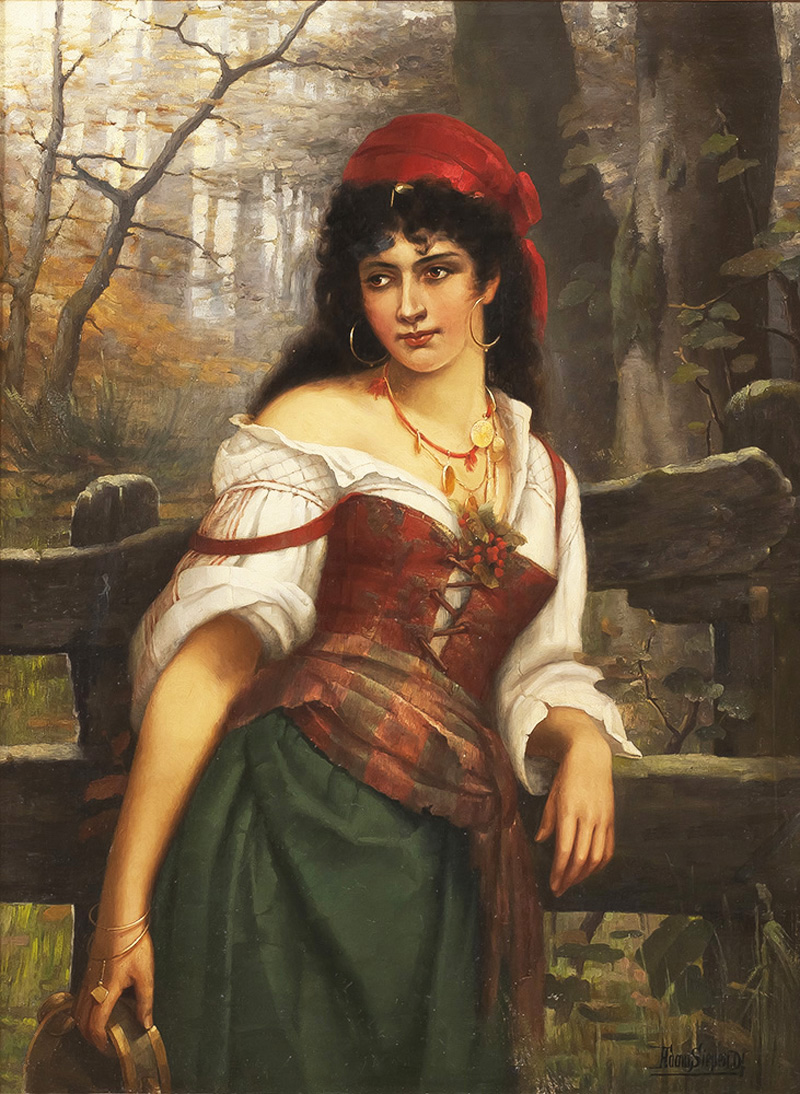
Zigeunerin mit Tambourin

 Johann Adam Siepen (* 8. Juni 1851 in Düren; † 27. Januar 1904 in Düsseldorf) war ein deutscher fußmalender Maler.

## Leben
Siepen wurde auf dem Jesuitenhof bei Düren als Sohn des Gutsbesitzers Matthias Siepen mit einer Behinderung geboren. Er hatte keine Arme und an seinem rechten Bein fehlte der Oberschenkel, wobei der Unterschenkel mit Fuß direkt am Becken ansetzte. Für die täglichen Verrichtungen nutzte er den linken Fuß.
Schon früh erkannte der Dürener Dechant Vaaßen, ein Förderer des Muttergotteshäuschens, die künstlerische Begabung von Siepen. Nach den ersten zeichnerischen Werken in Düren wollte er zur Düsseldorfer Malerakademie. Ab 1871 studierte er dort in der Malklasse von Julius Roeting und Andreas Müller. Danach wechselte er in 1878 an die Kunstakademie Dresden und um 1880 an die Kunstakademie München, bevor er sich 1886 in Düsseldorf niederließ und eine Wohnung im Haus der Witwe des Malers Carl Jungheim bezog.
Hauptsächlich malte Siepen Porträts für Kunden in Deutschland, Spanien und den USA. Hierbei hatte er sich auf Zigeunerporträts spezialisiert. Interessant ist, dass auf einem niedrigen Podium vor der Staffelei saß. Ohne Mallatte malte er aus freiem Fuß. Mit dem einzigen Fuß, den er hatte, mischte er sich sogar seine Farben selbst. Die Tuben drehte er mit der Wade des rechten Beines auf und zu. Er war also beim Malen völlig autark. Siepen skizzierte, karikierte und zeichnete trotz seiner Behinderung mit einer unglaublichen Detailgenauigkeit.
Sein zu Hause in Düsseldorf im Haus Immermannstraße 12, welches er sich zeitlebens mit seinem Bruder und Diener „Famulus Kaspar“ teilte, nannte er „Kloster zu Adamia“.

## Marienbild in Düren
Etwa um 1880 schuf er eines seiner wenigen Bilder mit religiösem Inhalt, nämlich ein Bildnis der Muttergottes mit dem nackten Jesuskind. Es kam zuerst in Privatbesitz und wurde dann im alten Muttergotteshäuschen in Düren, später in der neuen Kapelle am Altar platziert. 1895 restaurierte er sein eigenes Bild.
Im Oktober 2006 wurde das Bild in einer Prozession zur Renovierung in die nahe gelegene Kirche St. Josef getragen und dort in einem Flügelschrein eingeschlossen, der an Festtagen geöffnet wird. Das Consolatrix-Bild wurde unterdessen von der Kölner Restauratorin Andrea Ollendorf gereinigt und restauriert. Zu Beginn des die Wallfahrtsaison in jedem Jahr am 30. April eröffnenden Bittgangs wird das Bild der Consolatrix Afflictorum von den Josefsschützen in das Muttergotteshäuschen überführt; am Ende der Wallfahrtsaison zum 31. Oktober jeden Jahres wird es in einer Translatio-Lichterprozession in die Kirche St. Josef zurückgebracht.